# Vladimir Shlapentokh

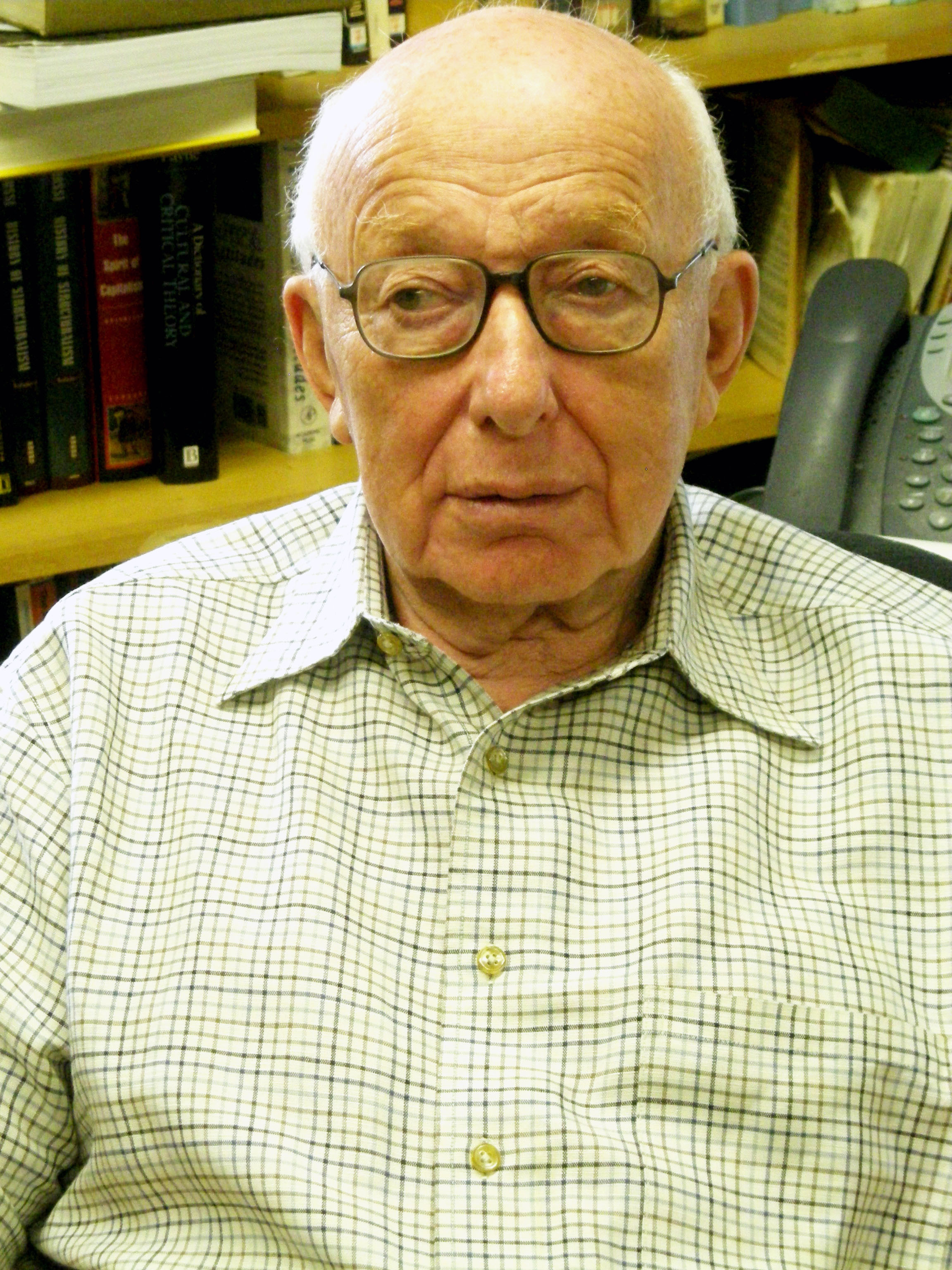
Vladimir Shlapentokh (2009)

Vladimir Emmanuilovich Shlapentokh (russisch Влади́мир Эммануи́лович Шляпенто́х ‚Wladimir Emmanuilowitsch Schljapentoch‘; * 19. Oktober 1926 in Kiew; † 6. Oktober 2015 in East Lansing, Michigan) war ein US-amerikanischer Soziologe, Politikwissenschaftler und Historiker russischer Herkunft. Bekannt wurde er durch seine Arbeiten über die sowjetische und russische Gesellschaft und Politik und seine darauf aufbauenden gesellschaftstheoretischen Konzepte. Zusammen mit Wladimir Jadow und Boris Gruschin gilt er als Gründungsvater der sowjetischen empirischen Sozialforschung in den 1970er Jahren. Zuletzt war er als Professor für Soziologie an der Michigan State University (MSU) und Berater der US-Regierung tätig.

## Leben
Vladimir Shlapentokh wuchs in Kiew in der Ukrainischen SSR auf. Dort erhielt er seine Schulbildung und studierte an der Staatlichen Taras-Schewtschenko-Universität mit einem dem Bachelor vergleichbaren Abschluss 1949. 1950 wechselte er an das Moskauer Institut für Ökonomische Statistik, wo er 1950 mit einem weiteren Bachelor abschloss. 1956 wurde er an der Moskauer staatlichen Universität für Ökonomie, Statistik und Informatik promoviert. Bis 1966 war er am Institut für Weltökonomie und internationale Angelegenheiten tätig. Am Institut für Soziologie der Akademie der Wissenschaften der UdSSR in Moskau führte er die ersten landesweiten Meinungsumfragen in der Sowjetunion durch. 1970 verfasste er die erste populäre Einführung in die Soziologie in russischer Sprache. Bis zu seiner Emigration in die USA 1979 veröffentlichte er zehn Bücher vor allem zur Methodik sozialwissenschaftlicher Studien, so zu Fragen der Stichprobenbildung, der statistischen Auswertung und der Validität von Befragungen auch angesichts einer möglichen bewussten Verzerrung und Verfälschung des Antwortverhaltens. Außerdem verfasste er Artikel für die Iswestija, Trud, Literaturnaja Gazeta und Prawda.
In den USA publizierte er mehr als 30 weitere Bücher und zahlreiche Artikel. Er schrieb u. a. für die New York Times, Washington Post, Los Angeles Times und den Christian Science Monitor. Ab 1982 arbeitete der polyglotte Shlapentokh für die US-Regierung als Beobachter der Veränderungen in der Sowjetunion bzw. in Russland und anderen kommunistischen bzw. postkommunistischen Staaten.

## Werk
Shlapentokh war einer der wenigen sowjetischen Soziologen, die ihre Karriere nach der Emigration erfolgreich fortsetzen konnten. Seine Arbeiten sind durch zwei Merkmale gekennzeichnet, die bessere Erklärungsmöglichkeiten boten als die damals vorherrschende Sowjetologie: Erstens betrachtet er die sowjetische (bzw. später die russische) Gesellschaft nicht als monolithisch, sondern hebt die innere Differenzierung der Gesellschaft ebenso wie die Fraktionierung der Politik hervor. Zweitens relativiert er die Rolle der Ideologie, die zwar eine Rolle gespielt habe, jedoch meist nur als Rechtfertigung für die verschiedenen politischen Fraktionen. In diesem Prozess spielt für ihn auch die Entwicklung der sowjetischen Soziologie eine Rolle.

### Theorie der segmentierten Gesellschaft
Shlapentokhs empirische und theoretische Arbeiten über die russische und sowjetische Gesellschaft mündeten in ein Gesellschaftskonzept, das dem Systemansatz der westlichen Soziologie widersprach. Er hielt es für unmöglich, eine Gesellschaft mit Hilfe eines einzigen Funktionsmodells zu erklären. Vielmehr seien Gesellschaften stark segmentiert; solche unterschiedlich strukturierten Segmente hätten in der Vergangenheit und Gegenwart stets nebeneinander existiert und durch ihre Kombination und Gewichtung die jeweiligen Gesellschaften geprägt. An einem Klassenbegriff, der durch die beiden Merkmale Eigentum und Machtausübung definiert wird, hält Shlapentokh fest; er wendet sich gegen eine postmoderne Ausweitung oder Aufweichung des Begriffs durch diskursanalytische Methoden. Die wissenschaftlichen Diskurse in der Sowjetunion und Russland seien stets durch Einflüsse der Propaganda verzerrt gewesen.
Zu den wichtigsten gesellschaftlichen Segmenten, denen bestimmte Klassen zugeordnet werden können, zählen das feudale, das autoritäre und das marktliberal-kapitalistische Segment. Es handelt sich dabei um eine Art von Idealtypen neo-Weberianischer Prägung. Neben diesen wichtigen Segmenten existieren weitere wie z. B. demokratische, religiöse oder kriminelle Strukturen. Die Analyse der Interaktionen und des jeweiligen Einflusses dieser Segmente, die multiple Realitäten verkörpern und keineswegs kohärente Interessen verfolgen, ist Shlapentokh zufolge wichtig zum Verständnis jeder Gesellschaft. Bei den feudalen Strukturen des gegenwärtigen Russland handle es sich nicht um die Fortexistenz alter sowjetischer Strukturen, wie vielfach behauptet werde, sondern um eine Akkumulation von Reichtum durch Nutzung lokaler Machtpositionen, die bis zur Parallelherrschaft zentralstaatlicher und lokaler Mächte führe. Der Reichtum sei daher stets prekär gewesen. Die aus dem Zerfall der Sowjetunion hervorgegangenen feudalen Strukturen wiesen deutliche Parallelen zum mittelalterlichen Frühfeudalismus auf. Insbesondere die privaten Sicherheitsdienste seien auch ein Merkmal mittelalterlicher Feudalstrukturen,

### Feudalisierung der Gesellschaft
Für die USA zeigen Shlapentokh und Joshua Woods in ihrem Buch Feudal America, wie von ihnen so bezeichnete feudale Strukturen rund um die großen Unternehmen und das Big money entstehen – vor allem an der Ost- und der Westküste. Die USA seien keine idealtypisch liberal-kapitalistische Gesellschaft; dazu sei der Einfluss von großen Unternehmen und Polit-Clans auf die Wahlen und die Gesetzgebung zu groß. Das werde vor allem seit der Finanzkrise zwar teilweise anerkannt, aber hinsichtlich der Stärke und Dauer dieser Einflüsse gebe es sehr unterschiedliche Einschätzungen. Die politische Rechte hebe die Zerstörung der liberalen Gesellschaft durch Staat und Politik hervor, die Linke überschätze die Homogenität der Interessen der großen Unternehmen und bezweifle die Wirksamkeit der noch existierenden demokratischer Elemente in der US-Politik. Tatsächlich seien die USA eine hybride oder segmentierte Gesellschaft. Obwohl es historisch dort nie einen Feudalismus gegeben habe, existieren heute doch feudale Elemente in der US-Gesellschaft, die mittelalterlichen Strukturen gleichen.
Die Feudalisierung sei durch mehrere Elemente gekennzeichnet: die allgemeine Schwächung des Staates, seine zunehmenden Probleme bei der Rechtsdurchsetzung und Legitimierung seiner Handlungen (die Rechtsunsicherheit gelte seit 2001 ganz allgemein auch im Bereich der internationalen Beziehungen), Schwächen bei der Verteidigung seiner Grenzen, die mangelnde Bereitschaft und Fähigkeit, die Interessen seiner Bürger, ja sogar seiner Eigentumsrechte zu verteidigen (was sogar Alan Greenspan bei einer Anhörung zugeben musste), die Privatisierung der Sicherheitsorgane, Zunahme von halblegalen oder illegalen Aktionen, zunehmende Konflikte zwischen den großen Unternehmen und Vorherrschaft von elitären Ideologien, durch welche die Mächtigen sich legitimieren. Diese Entwicklung drängte seit Ende der 1990er Jahre liberal-wettbewerbsorientierte und etatistisch-autoritäre Strukturen zunehmend zurück.

### Die Schwäche des Totalitarismus-Modells und die Rolle des Privateigentums
Als einer der ersten Autoren untersuchte Shlapentokh die Privatisierungsprozesse nach dem Ende der Sowjetunion, wobei er aus der marxistischen Tradition die zentrale Bedeutung der Eigentumsverhältnisse übernahm. Deren differenzierter Betrachtung gibt er den Vorzug gegenüber „holistischen“ Erklärungsmodellen, wie sie etwa die Totalitarismus-Forschung mit der Betonung der Rolle des Repressionsapoarats präsentiert. So unterscheide sich etwa das Russland unter Putin von der alten Sowjetunion durch das Fehlen der zentralen Rolle einer Partei und die Schwäche zentraler Institutionen, so z. B. durch einen nach wie vor  großen, aber im Vergleich zur Stalinzeit schwachen und mit Privatgeschäften befassten Geheimdienst.
Demgegenüber sei das enorm konzentrierte Privateigentum, das durch missbräuchliche Nutzung öffentlicher Ämter oder privater Beziehungen akkumuliert wurde, der wichtigste Faktor der Entwicklung des postkommunistischen Russlands. Eine historische Kontinuität zur Sowjetunion sei trotz eines Trends zur autoritären Regierung und zum Einsatz von Zwangsmitteln unter Putin nicht gegeben, da die autoritären Strukturen nunmehr das Privateigentum schützen sollen. Das von Putin gezeichnete Feindbild der westlichen Welt war nie so radikal wie es die nationalistisch geprägten Feindbilder zur Zeit Stalins waren, da die russischen Eliten heute den Westen benötigen. Die Bevölkerung habe das Feindbild nie stark verinnerlicht.
Auch die Kategorie „Freundschaft“ sei wichtig für das Verständnis der Prozesse seit dem Untergang der Sowjetunion, vor allem für die Entstehung der quasi-feudalen, lokal begrenzten Strukturen mit markierten Territorien, des Ämterkaufs und der endemischen Korruption. Private Beziehungen seien wichtig für das Überleben in einer korrupten Gesellschaft, was auch für die Phasen des russischen Bürgerkriegs und der Perestroika charakteristisch war.

### Die Entwicklung der sowjetischen Soziologie
In The Politics of Sociology in the Soviet Union beschreibt Shlapentokh die Entwicklung der sowjetischen Soziologie. Diese sei als Wissenschaft mit unscharfen Rändern und wechselnder Abgrenzung stets sehr offen gegenüber externen, also auch politischen Einflüssen gewesen, die Shlapentokh nachzeichnet. Ihre Entwicklung schuf ein Dilemma für die sowjetische Politik: Einerseits schien sie nützlich für die Verfolgung politischer Ziele zu sein, andererseits konnte sie aktuelle Missstände aufzeigen und somit politischen Rivalen, Kritikern und Dissidenten Munition liefern, wofür es Beispiele in Polen, Ungarn und Jugoslawien gab, allerdings nicht in der Sowjetunion.
Die Anfänge der sowjetischen Soziologie in den 1950er Jahren basierten zunächst auf der Kopie westlicher Methoden unter dem Deckmantel ökonomischer Studien. Ihre Vertreter wurden jedoch konfrontiert mit der Kritik, dass der Historische Materialismus eine eigene Soziologie überflüssig mache, so dass die Soziologen selbst darüber stritten, ob eine Professionalisierung als eigene Disziplin notwendig oder eher schädlich sei. Viele wichen in weniger problematische Randgebiete wie die Anthropologie und die ethnologische Forschung aus, wo beträchtliche Leistungen erzielt wurden, oder wandten sich anwendungsorientierten Themen zu wie der Agrarsoziologie oder dem praktischen Sozialmanagement.
1965–1972 waren laut Shlapentokh Goldene Jahre für die sowjetische Soziologie. Zentren der Forschung waren Moskau, Leningrad und Nowosibirsk. In diesen Jahren entwickelte sich die empirische Sozialforschung mit Studien zur Berufswahl und -ausbildung, zur Fluktuation der Arbeitskräfte und zu den Arbeitseinstellungen (Industriesoziologie), zur öffentlichen Meinung und den Massenmedien sowie zu Familie und Freizeit, ja sogar zu den politischen Institutionen. Auch das Interesse an der amerikanischen Soziologie, vor allem am Strukturfunktionalismus, erstarkte. Die American Sociological Association unterstützte die Entwicklung durch Lieferung von Büchern und Zeitschriften sowie durch Übersetzungen. Das Niveau der verwendeten Methoden und statistischen Verfahren stieg deutlich an. 1974 wurde die erste professionelle soziologische Zeitschrift (Sotsiogicheskie Issledovania, „Soziologische Forschung“) gegründet.
Allerdings wuchs nach dem Prager Frühling 1968 und noch mehr nach 1972 der Druck auf die Soziologie; mehrere wichtige Figuren der russischen Soziologie wie Juri Alexandrowitsch Lewada verloren ihre Posten und verließen das Institut für empirische Sozialforschung der Moskauer Universität. In den 1980er Jahren geriet das Leningrader Institut unter ähnlichen Druck.
Die Soziologie verlor so bereits in den 1970ern ihren Ruf als kritische Wissenschaft und erwarb den eines Manipulationsmittels. Die Zahl soziologischer Forschungseinrichtungen mit Schwerpunkten vor allem auf arbeitsbezogenen und arbeitspsychologischen Themen wie Arbeitsmotivation und Managementmethoden wuchs in den 1980er Jahren stark an. Viele Industriesoziologen berieten auf Basis der damals geschaffenen Grundlagen die neue Managergeneration der 1990er Jahre, während die Meinungsforscher in die Marktforschung abwanderten.
Politisch brisantere Themen wurden erst in den späten 1980er Jahren bearbeitet, so etwa Fragen der sozialen Mobilität, der Zusammenhang zwischen sozialer Herkunft und Bildungserfolg oder international vergleichende Analysen. In der Phase der Perestroika fielen alle Schranken der soziologischen Forschung. Seit 1989 existiert auch ein grundständiges Soziologiestudium. Doch sowohl Gorbatschow als auch Boris Jelzin pflegten stets soziologischen Rat zu ignorieren, der erste etwa bei seiner Kampagne gegen den Alkohol, die zu einer Kriminalitätswelle und einer Krise des Staatshaushalts führte, der zweite hinsichtlich Tschetscheniens.
Allerdings blieb Shlapentokh zufolge das theoretische Niveau der russischen Soziologie mit ihrem funktionalistischen Bias hinter der Fülle der empirischen Erkenntnisse zurück. Einige Soziologen blieben dem Historischen Materialismus treu oder beharrten auf traditionalistischen, nationalistischen oder orthodox-religiösen Positionen. Es kam zu mehrfachen Spaltungen der russischen Soziologenverbände und zur Neugründung von Einrichtungen in den ehemaligen Unionsrepubliken, vor allem in Estland und der Ukraine.

### Gesellschaftliche Werte, Angst und politische Apathie
Vom Mainstream der US-amerikanischen Soziologie nach Talcott Parsons setzte sich Shlapentokh auch hinsichtlich der Frage ab, welche Rolle Werte bei der gesellschaftlichen Integration spielen. In der Tradition von Thomas Hobbes hielt er ein gewisses Maß an Angst zur Durchsetzung von gesellschaftlichen Normen durch das autoritäre Segment für erforderlich, wozu er empirische Forschungen zum (im internationalen Vergleich nur mittelstark ausgeprägten) Angstniveau in Russland vorlegte. Die russische Gesellschaft sei jedoch politisch apathisch, sofern die Grundbedürfnisse des Durchschnittsbürgers erfüllt würden. Dies sei in der späten Sowjetunion weitgehend der Fall gewesen, die trotz ihres moralischen Verfalls ohne Gorbatschows Perestroika noch länger hätte existieren können. Auch in der Zeit des Niedergangs der frühen 1990er Jahre kam es nicht zu massiven Protesten gegen die Verschlechterung des Lebensstandards. Die Geduld der Menschen und die Konformität der Eliten seien eine Folge ihres Wunsches nach Ordnung, ihres Pessimismus und ihrer Fähigkeit, sich an schwierige Situationen anzupassen, aber vor allem ihrer realistischen Erwartung, dass eine Auflehnung nicht zu einer Verbesserung führen werde. Heute bilden sich jedoch in Russland (wie auch in Westeuropa) militante rechte Gegeneliten gegen die etablierten Eliten. Gleichzeitig kooperieren russische liberale Eliten, die keinen Zugang zur Macht besitzen, mit dem internationalen Kapital und westlichen oder vom Westen gesteuerten NGOs.

## Rezeption und verwandte Konzepte
Die These des Erstarkens eines (Neo-)Feudalismus vertreten mit Blick auf die USA auch Emmanuel Todd (unter Bezug auf Shlapentokh) sowie Joel Kotkin, die in der Zusammenballung des enormen Reichtums an der US-Ost- und Westküste eine Gefahr für die US-Demokratie und für die globalen Mittelschichten – vor allem auch für Europa – erkennen.
Was Shlapentokh mit Blick auf Russland als Feudalismus bezeichnet, wird von anderen Autoren politischer Kapitalismus genannt. Shlapentokh nutzt den Feudalismus-Begriff, um anzudeuten, dass die Dynamik dieses Sektors im Vergleich zum Kapitalismus gering ist und persönliche Protektion und Netzwerke eine weitaus größere Rolle als Wettbewerb und Innovation spielen.